# マイアニメ
『マイアニメ』は、秋田書店が1981年から1986年にかけて刊行していたアニメ雑誌。
1981年3月に月刊誌として同年4月号として創刊。当初は旧作アニメの設定資料などをメインに扱っていたが、1980年代のアニメ雑誌としてはめずらしくホビー系の記事も後に多数掲載しコスプレやフィギュアといったジャンルにも着目しており、当時のアニメ雑誌としては独自の路線を歩んでいた。
1985年にはホビー関連情報の掲載をとりやめ、10月20日号（10月5日発売）(前号の10月号とは別)から隔週刊に変更するも売れ行きは低迷。翌1986年3月20・4月5日合併号から月刊誌に戻したが、同年7月号で休刊(ひかわ玲子の談では終わりだとしている)。

## 連載
- 『Queen1313』（新谷かおる）単行本は「プレイコミックシリーズ」より刊行、後に「プレイコミックスペシャル」、「秋田文庫」より再版
- 『神伝説サダメビウス』（原案:柳川茂・富田知行・絵:九里一平・美術:中村光毅[6])創刊号から1982年7月号迄全14回連載されたタツノコプロと組んだメディアミックス企画で、クニ・山城(やまだい)、デビット・アトラス、マヤ・ティカルの3人の若者が地球の支配者に挑む[7]スペースオペラ作品。イメージソングのEPレコードがビクターレコードから発売されるも、アニメ企画は製作中止となり、小説も単行本は発売されなかった。
- 『文化人ダド!』（B&B）